# Соловей (фільм, 1979)
«Соловей» (рос. «Соловей») — радянський повнометражний кольоровий художній фільм, поставлений на Кіностудії «Ленфільм» 1979 року режисером Надією Кошеверовою.
Прем'єра фільму в СРСР відбулася в червні 1980 року.

## Зміст
Простий підмайстер жив спокійним життям, поки не зустрів чарівника. Після цього його оголошують спадкоємцем престолу, і хлопець потрапляє зі свого простого і зрозумілого світу в оточення палацових підлабузників, середовище брехні та інтриг. Однак просте і добре серце допоможе йому впоратися з новими проблемами.

## Ролі
- Світлана Смірнова — Марія
- Юрій Васильєв — Еван, підмайстер
- Олександр Вокач — канцлер Краб
- Зіновій Гердт — радник Бомс
- Микола Трофимов — генерал-адмірал
- Олександр Дем'яненко — механікус
- Костянтин Адашевський — чарівник
- Сергій Філіппов — старший радник
- Микола Караченцов — «закордонний» майстер Бруно Бартолетті
- Марія Барабанова — судомойная дама
- Олександр Домашев — придворний балетмейстер
- Євген Тилічієв — придворний актор
- Борис Аракелов — 1-й гвардієць
- Георгій Штиль — 2-й гвардієць

### В епізодах
- Гликерія Богданова-Чеснокова — судомойная дама другого рангу
- В. Васильєв
- Людмила Дмитрієва
- Всеволод Ігошин
- Сергій Карнович-Валуа — радник
- Віктор Перевалов — слуга Бруно Бартолетті, «глухонімий від народження»
- Олександр Савостьянов — молодший розливала
- Юрій Свирін — садівник
- Георгій Тейх — радник
- Надія Шумилова
- Геннадій Карнович-Валуа (в титрах не вказаний)

## Знімальна група
- Автор сценарію — Михайло Вольпин
- Режисер-постановник — Надія Кошеверова
- Оператор-постановник — Едуард Розовський
- Художники-постановники — Марина Азізян, Володимир Костін
- Композитор — Мойсей Вайнберг
- Звукооператор — Семен Шумячер
- Режисер — Анна Тубеншляк
- Оператори — С. Дворцов, Олексій Сисоєв
- Художник по костюмах — Вікторія Могилянська
- Художники-гримери — Вадим Халаїмов, І. Васильєва
- Редактор — Олександр Безсмертний
- Монтажери — Валентина Миронова, Олена Кареліна
- Майстер світла — В. Наумов
- Установка кольору — І. Ємельянова
- Художник-фотограф — Е. Кацев
- Асистенти:
  - Режисера — Ю. Сєров, Е. Бельська, Н. Сєдова, Н. Васильєва, А. Морозова
  - оператора — Т. Плюсніна
  - художника — Ірина Каверзіна
- Балетмейстер — С. Кузнєцов
- Диригент — Юрій Серебряков
- Комбіновані зйомки:
  - Оператори — Георгій Сенотов, Ю. Дудов
  - Художник — Н. Кривошеєв
- Адміністративна група — Н. Афанасьєва, З. Воскресенська, Д. Смирнов
- Директори картини — Р. Вольман, Тамара Самознаєва